# هنري ويليام
هنري ويليام هو مؤرخ وضابط وسياسي بلجيكي، ولد في 5 مارس 1812 في أميان في فرنسا، وتوفي في 7 نوفمبر 1877 في إيكسل في بلجيكا. انتخب وزير الحرب ‏ (1870 – 1873).